# Louis Levacher
Louis Levacher, (15 août 1934, Fécamp - 7 mars 1983, Harfleur), peintre et sculpteur français.

## Biographie

### La famille Levacher
La famille Levacher est connue dans les archives de Contremoulins dès la fin du XVIIIe siècle et semble venir de Valmont. Par la suite, la branche aînée s'est installée à Montivilliers et la branche cadette à Criquebeuf en Caux, Yport, Saint-Valéry en Caux et finalement à Fécamp. D'abord meunier, puis laboureur, vivant difficilement, les Levacher cadets seront cordiers. Peu à peu, sous la Restauration, ils deviennent négociants, puis armateurs. Ils appartiennent alors à la petite bourgeoisie locale et leur ascension sera rapide. Elle durera cependant un peu moins d'un siècle. 
Louis Levacher (1877-1949), armateur et négociant, sera médaillé de la croix de Verdun et devra à sa femme, Marguerite Grivel, la gestion de son entreprise. Son fils, Louis (1911-1988), possédait une boucane, dont les bâtiments appartiennent encore en partie à la famille. Il épouse Denise Thomas (1913-2003), une couturière, dont la famille, originaire de Doudeville, est connue dès le XVIIe siècle. 

### Sa vie
Louis (1934-1983), leur unique enfant, sera conducteur de travaux, mais également artiste-peintre et sculpteur. Il travaillera un temps pour son père. Reconnu en Normandie, et au-delà, pour son art, il n'arrivera jamais à en faire fortune. Avec sa femme Michèle (1942-2012) ils avaient une indéniable approche avant-gardiste et originale. Lorsque la Seconde Guerre mondiale éclate, Louis a six ans. Un conflit durant lequel ses parents divorcent. L'activité de son grand-père continue à fonctionner et celle de son père se trouve ralentie par son départ à la guerre en 1940. Peu après son mariage, Louis doit partir en Algérie. Avec Michèle, ils auront trois enfants, deux garçons et une fille. La tradition familiale voulant que l'aîné porte le prénom "Louis" fut respecté.
Louis n'a pas eu une jeunesse facile, mais sa mère ne semble pas avoir été trop dure. Il a commencé à travailler très jeune. Avec des amis, ils partageaient alors une passion pour le vélo. Ils se lançaient même des défis. En 1952, par exemple, ils ont tenu un journal d'un de leur périple. Un document conservé précieusement par la famille. Des dessins de Louis agrémentent même le texte. Son fils et son petit-fils entreprendront bien plus tard des périples à vélo à travers la France, mais aussi en Irlande, en tenant également leur journal de route (article dans le journal Paris-Normandie, 8/09/2012 : ). Ils ont parfois fait escale dans les lieux visités par Louis et ses amis.  
Si l'activité professionnelle de la pêche est délaissée par les descendants de Louis (1911-1988), la pêche à la ligne constitue encore une véritable passion. L'activité artistique de Louis et Michèle aura une influence importante au sein de la famille. Comme son mari, Michèle exposa à divers endroits, jusque dans le Pays basque. Sa fille se spécialisa également dans le collage et la sculpture, exposant dans la région à plusieurs reprises.

### Son art

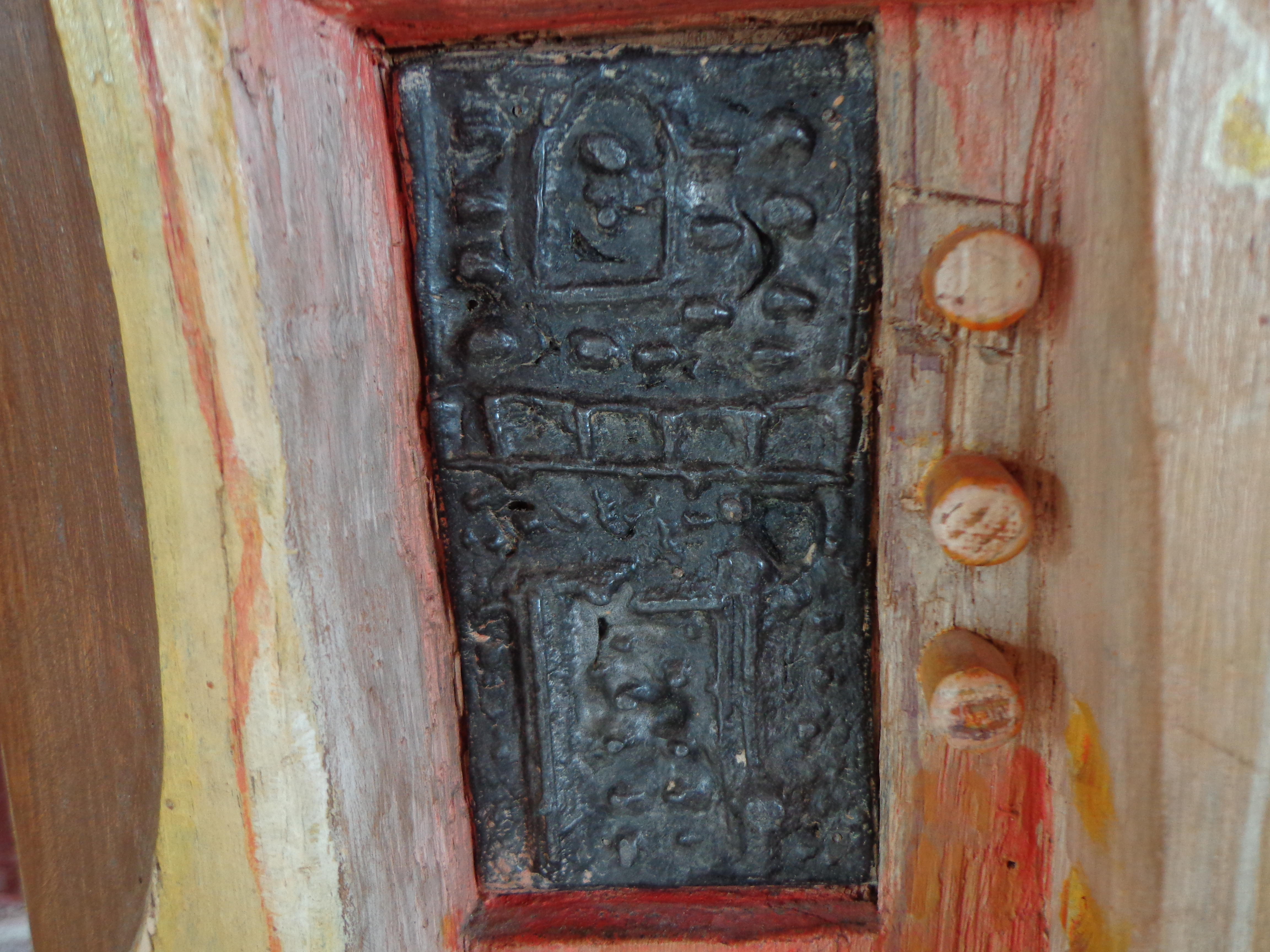
Détail d'une sculpture.

La pratique artistique de Louis comprend plusieurs techniques tel que la peinture ou la sculpture. Ses toiles, mélanges de figuratif et d'abstrait, sont souvent des grands formats. Ses sculptures mélangent les genres, avec l'utilisation de bois, représentant des Saints. Il a aussi réalisé des totems richement décorée et remplis de fascinants détails. À ses débuts, le couple resta quelque peu incompris si l'on en crois certains articles de journaux locaux parlant de “boui-boui”, de style plus enclin aux Salons parisiens. En fait, l'originalité vient de l'utilisation de matériaux de récupération, mais aussi de la pensée qu'il y a derrière cet art. Michèle, par exemple, réalisa de grandes tapisseries avec des bois flottés, des os poli par l'eau de mer (ramassé sur les plages), etc.

## Expositions en France
- Biennale de Saint-Brieuc
- Salon de Rouen
- Salon de la Jeune Sculpture, Paris
- Salon UHAP, Le Havre
- Salon Grands et Jeunes d’Aujourd’hui, Paris
- Salon de la ville du Havre
- Salon d’automne, Paris
- Salon SAD, Paris
- Salon de Grand Quevilly
- Salon de Montrouge, Trappes
- Galerie Principe, Paris
- Galerie Laubie, Paris
- Galerie Beauvau, Paris
- Galerie de France, Paris
- Galerie « Le Duplex », Le Havre
- Centre d’Art et de Culture, château de Vascœuil
- Centre culturel du Val au Grès, Bolbec
- Centres d’Art Contemporain de Rouen et de l’Abbaye d’Ourville
- Musée du Menton
- Musée du Futur, Paris
- Musée d'art moderne de la ville de Paris
- Bibliothèque nationale, Paris
- Bibliothèque de Vichy
- Bibliothèque de Rouen
- Maison de la Culture, Le Havre
- « Horizon Jeunesse », Grand Palais, Paris
- Espace Cardin, Paris
- « 50 sculptures polychrome », Forume de Beaubourg, Paris
- « Exposition internationale de sculpture », Le Vaudreuil

## Expositions à l’étranger
- Salon de Mouscron, Belgique
- Galerie Royale-Windsor, Bruxelles
- Université de Heidelberg, Allemagne
- « Recherche et Expression », exposition itinérante, États-Unis et Japon
- Bilan de l’Art Contemporain, Québec
- Zoetermeer, Pays-Bas

## Publications
- Le Bois de feu [Image fixe] : [estampe] / Louis Levacher, Montfermeil : Recherche et Expression, 1972, 1 estampe (lithographie offset en couleur)link
- Terreur muette, avec poème de Yves Lemoine [Image fixe] : [estampe] / Louis Levacher, Montfermeil : Recherche et Expression, 1972, 1 estampe (lithographie offset en couleur) link
- Dominique Preschez, Le Pavillon solaire [Texte imprimé] / Dominique Preschez ; [illustré par] Louis Levacher, Montpellier, Éditions Fata Morgana, 1979, 32 pages, 12,5 × 23 cm, édition à tirages limités fatamorgana

### Lien vidéo
- Michèle Moreau par Julie Ropars